# Санино (Московская область)

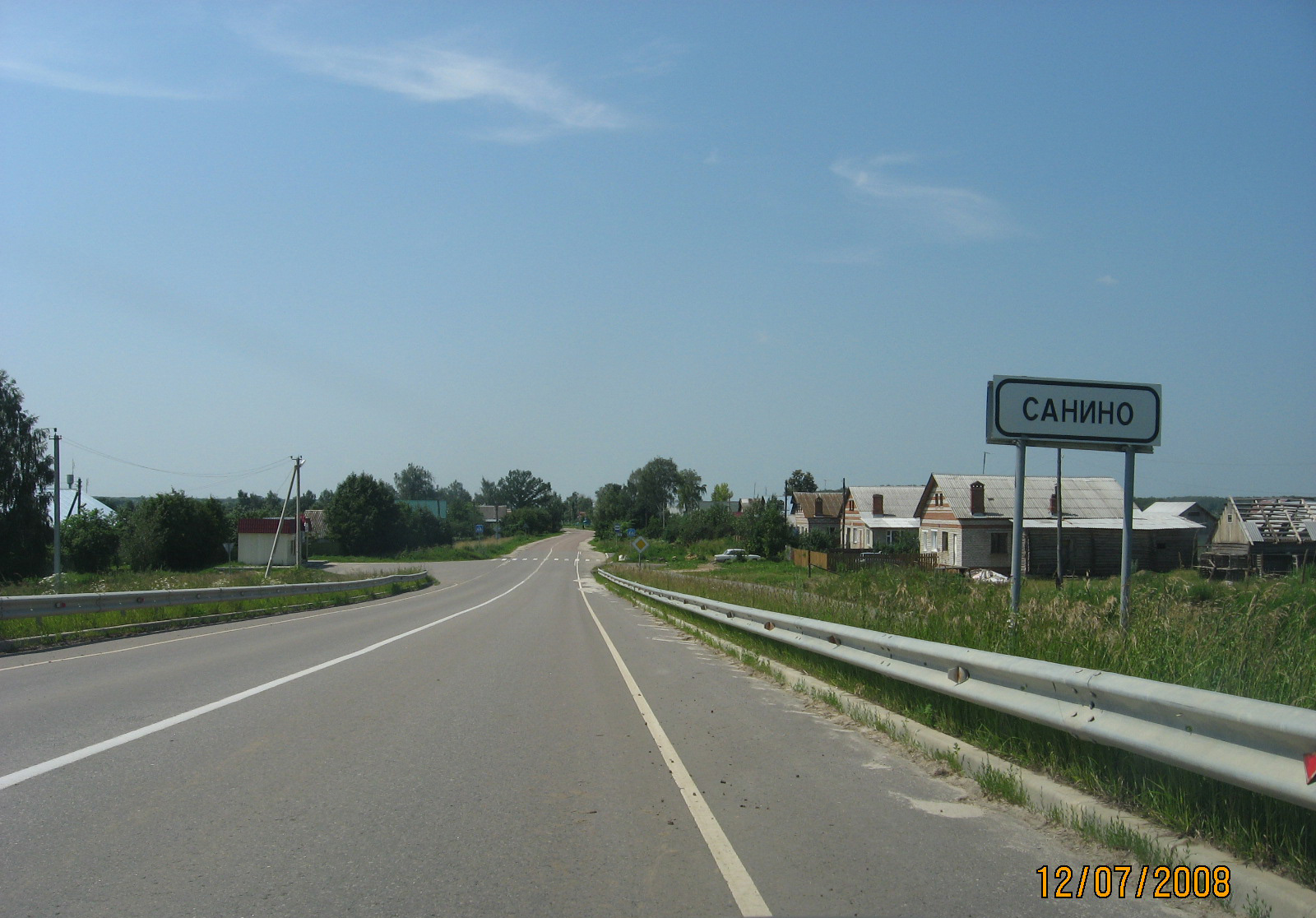
Знак на въезде в деревню

Са́нино — деревня в Непецинском сельском поселении Коломенского района Московской области России. Население — 227 чел. (2010). Расположена в северо-восточной части района на левом берегу реки Северка. К западу от деревни проходит автодорога
М5 «Урал». Автобусное сообщение с Коломной.

## Население
| 2002 | 2006 | 2010 |
| ---- | ---- | ---- |
| 231  | ↘221 | ↗227 |

## Предприятия
АЗС, производство чулочно-носочных изделий, минеральной воды, Неподалёку от деревни планируется построить Нефтеперерабатывающий завод.